# Frankenchrist
Frankenchrist is het derde album van de Californische punkband Dead Kennedys.
De naam is een mengeling van Frankenstein en Jezus Christus.
De poster van het album zorgde voor controversen.

## Tracklist
- "Soup Is Good Food" – 4:18 (Jello Biafra)
- "Hellnation" – 2:22 (D.H. Peligro)
- "This Could Be Anywhere (This Could Be Everywhere)" – 5:24 (Jello Biafra)
- "A Growing Boy Needs His Lunch" – 5:50 (Jello Biafra)
- "Chicken Farm" – 5:06 (Jello Biafra)
- "Jock-O-Rama (Invasion of the Beef Patrol)" – 4:06 (Jello Biafra)
- "Goons of Hazzard" – 4:25 (East Bay Ray, Jello Biafra)
- "M.T.V. - Get off the Air" – 3:37 (Jello Biafra)
- "At My Job" – 3:41 (East Bay Ray)
- "Stars and Stripes of Corruption" – 6:23 (Jello Biafra)

## Musici
- Jello Biafra - zang
- East Bay Ray - gitaar, synthesizer
- Klaus Flouride - basgitaar, achtergrondzang
- D.H. Peligro - drums, achtergrondzang
- John Leib - trompet
- Tim Jones - keyboard